# Paul Pressler
Pour les articles homonymes, voir Pressler.
Paul Pressler (né en 1956 à New York) est un homme d'affaires américain. Il est actuellement directeur chez Avon Products. Auparavant, il était de septembre 2002 au 22 janvier 2007 le président et CEO de la société Gap, Inc.. Il a travaillé de 1993 à septembre 2002 à différents postes de la Walt Disney Company.
Lors de son départ de Gap en 2007, il abandonna son poste au directoire de Gap, obtenu en octobre 2002.

## Biographie
Pressler est né en 1956 dans la ville de New York et a ensuite vécu à Long Island. Il obtient en 1978 un bachelor degree en économie du commerce de l'Université d'État de New York à Oneonta.
Il commence sa carrière dans l'urbanisme mais change rapidement pour l'industrie du jouet. Il travaille ainsi chez Remco Toys puis  Mego Toys. En 1982, il entre chez Kenner- Parker Toys, et obtient le poste de vice-président du marketing et du design, poste qu'il conservera jusqu'en 1987. Chez Kenner, il est l'un des artisans du succès des peluches Bisounours.

### Activités au sein de la Walt Disney Company
En 1987, il entre dans la Walt Disney Company comme vice-président des licences de produits avant de devenir vice-président de Disney Consumer Products en 1990.

#### The Disney Store
Après ce poste, il prend en charge le développement de la jeune chaîne de boutiques Disney Store de 1992 à 1994, en tant que "vice-président-exécutif et directeur général" de Disney Store,. La chaîne a été créé en 1987.
En 1993, le résultat de sa nomination se compte en centaines de nouvelles boutiques à travers le monde : le nombre de Disney Store était en 1999 de 550 aux États-Unis et près de 250 dans le reste du monde. Le succès est tel que la filiale est à un moment aussi rentable que le studio Walt Disney Feature Animation, cela est toutefois à minimiser car la rentabilité de la division des studios cinématographiques a subi une forte chute en 1999-2000, plus importante que celle des produits de consommation (voir CA de Disney).

Le succès des Disney Store est en partie dû à la transformation du concept original, basé sur le principe de surplus des parcs Disney, en un lieu de magie où le client devient un visiteur. Les Disney Stores deviennent des mini-Disneyland et expérimentent une "nouvelle ambiance d'achat".

#### Disneyland et le Disneyland Resort
Le 7 novembre 1994, Michael Eisner, PDG de Disney, nomme Pressler président de Disneyland Inc, la société gérant le parc à thème Disneyland, en Californie. À l'époque, le complexe français Euro Disney Resort est en pleine tourmente financière. 

Sous l'impulsion de Pressler, le parc californien entame une véritable métamorphose. Les équipes de Walt Disney Imagineering sont alors mandatées pour transformer le simple parc en un complexe de loisir. Disneyland devient alors le Disneyland Resort. Les travaux du resort débutent en 1996 et comprennent un parking à étages de 10 000 places, un second parc à thème Disney's California Adventure, un troisième hôtel Disney's Grand Californian Resort, une zone commerciale Downtown Disney.

En parallèle, le parc Disneyland se voit doté d'un budget de 100 millions de dollars pour rénover l'un de ces lands, Tomorrowland. Le projet intitulé New Tomorrowland 1998 a offert un nouveau visage  à ce land, inspiré par le principe de rétrofuturisme et les visions de Jules Verne à l'image du Discoveryland du parc Disneyland français. Mais le nouveau Tomorrowland n'amena pas vraiment de nouvelles attractions et a subi de nombreux problèmes, qu’ils soient techniques ou d’organisation. 

Sous la présidence de Pressler, le parc californien affiche des records de profits et de nombreux changements sont effectués, que ce soit au niveau commercial ou au niveau opérationnel. Essentiellement le service des ventes (alimentation et produits de consommation) au sein du parc voit une uniformisation des lignes de produits et l'ouverture de nombreux stands ou chariots de ventes disséminés dans le parc, ambulants ou non. Côté opérationnel, le maître mot était la réduction des coûts avec des maintenances réduites au strict minimum légal et des équipes d'animation restreintes. Cela a provoqué une diminution des rotations de personnel et de matériel au sein des attractions et donc de leur débit... d'où une augmentation des files d'attente; et en définitive du mécontentement des visiteurs qui pour passer le temps n'avaient la possibilité que de se tourner vers les nombreuses boutiques. L'effet de profit record est en partie dû à cet engrenage mais lorsque les visiteurs en ont eu assez de dépenser leur argent dans des souvenirs souvent similaires à ceux des Disney Stores et ne voyant pas le prix des billets d'accès au parc baisser, la fréquentation chuta. Pour contrecarrer le phénomène, des nombreuses offres commerciales furent lancées dont le passeport annuel, un billet unique pour l'année rentable à la troisième visite.

Ces visiteurs réguliers ont rapidement perçu les conséquences de réductions de coûts et les ont critiquées sur des sites internet, soutenus par les employés. Ils ont fait mention des ampoules non changées, des fixations abîmées, des peintures non refaites ou de la végétation à l'abandon. Le problème devint plus grave lorsqu'un visiteur a été tué en 1998 par un taquet décroché du bateau Sailing Ship Columbia (Cf article. Mais d'autres accidents eurent lieu plus tard. En 2003, un autre visiteur a perdu la vie dans l'attraction Big Thunder Mountain en raison d'un problème de maintenance.

Ce n'est qu'avec le recul des profits à partir de 2001, à la suite des attentats du 11 septembre 2001 et de la mauvaise critique du parc Disney's California Adventure, que la direction de Disney se mêla de la gestion de Disneyland.

#### Walt Disney Parks and Resorts
En 1998, en raison des profits qu'il a fait faire à Disneyland, Pressler est nommé président de Walt Disney Parks and Resorts, puis PDG à partir de 2000. C'est Cynthia Harriss  qui le remplace à Disneyland Inc. Il devient le responsable de l'ensemble des parcs de par le monde : Disneyland Resort, Walt Disney World Resort, Disneyland Paris, Disney Cruise Line et Walt Disney Imagineering. Il conduit aussi les négociations pour le parc Hong Kong Disneyland Resort.
Toutefois les problèmes le rattrapent en partie parce que la politique qu'il avait menée à Disneyland n'est pas applicable dans les autres parcs. Il a démissionné de sa position en septembre 2002 pour rejoindre la société Gap, Inc..

## Sources
- (en) Paul S. Pressler (1956–) - Biography sur ReferenceForBusiness.com